# Скульптура мая

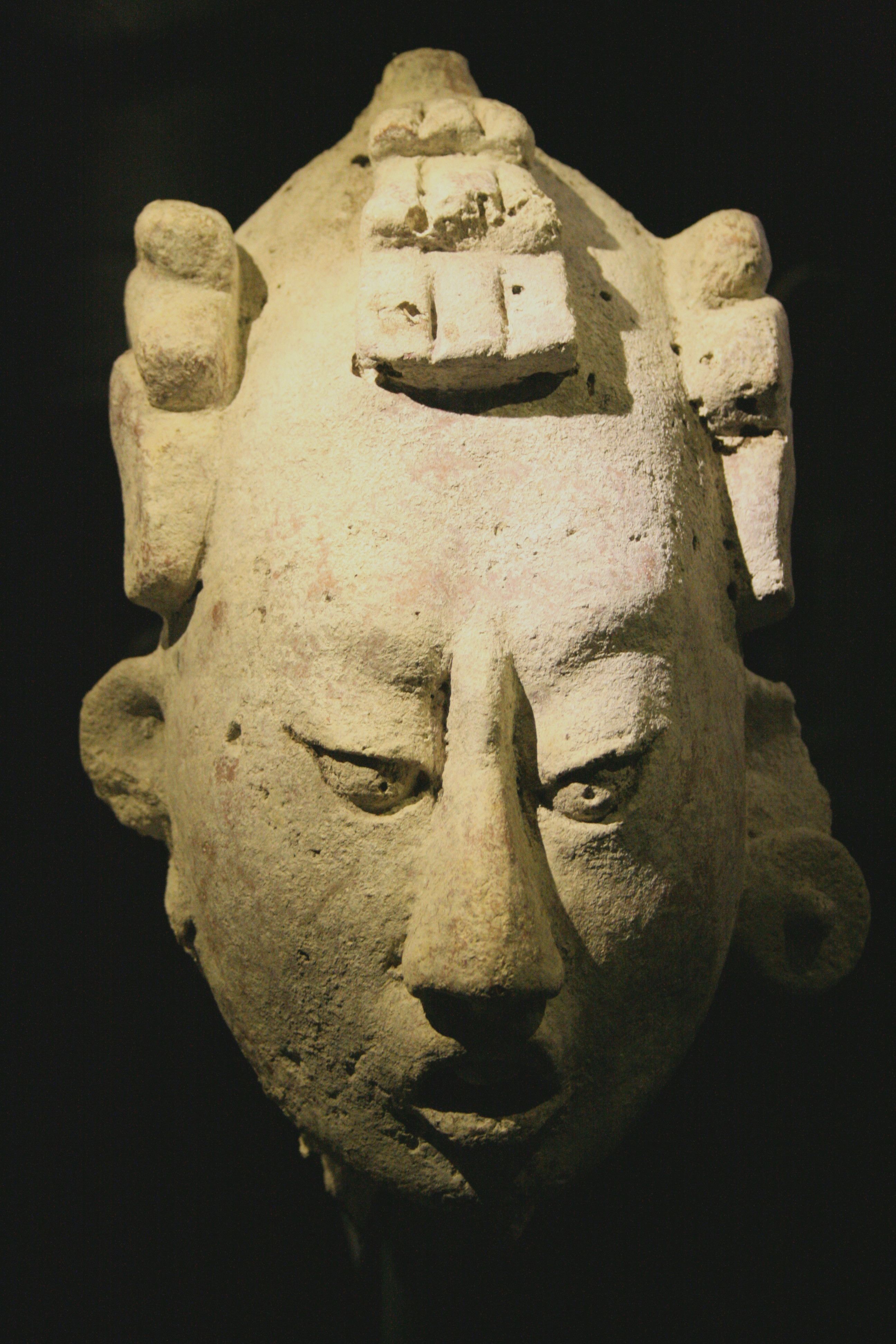
Голова мая. Матеріал: стукко

Скульптура мая — вид образотворчого мистецтва, що існував в державах цивілізації мая. Найбільшого розквіту скульптура набула у класичний період. Представлена монументальною скульптурою (рельєфами, панелями, зооморфами, стелами, вівтарями) та дрібною пластикою (теракотові статуетки, вироби з виробних і напівкоштовних каменів, кістки, дерева, мушель).

## Загальна характеристика
Поява перших монументальних скульптур зафіксована ближче до середини докласичного періоду (VIII ст. до н. е.). Піднесення починається на ранньому етапі класичного періоду, а сам розквіт припадає на VIII ст. З занепадом культури класичного періоду занепадає монументальна скульптура. Вона зберігається в післякласичний період, до появи тут іспанських конкістадорів, втім вже має не настільки високу якість та вишуканість.
Монументальна скульптура характеризується в центральній частині області мая м'якими і хвилястими формами, навіяними природою, і реалістичним зображенням людських фігур, дуже виразних, особливо в містах басейну річки Усумасинта. У північному районі переважали різноманітні геометричні форми, що чергуються зі стилізованими зображеннями рослин і тварин, головним чином змії.
У великих скульптурах мая використовували як основний матеріал вапняк, частково деревину.
Майже з початку докласичного періоду в маянських містах розвивається мистецтво з виготовлення дрібної пластики. Її відмінністю від монументальної є широта сюжетних мотивів і значна свобода виконання. Умовність, викликана релігійними та офіційними канонами, характерна для пам'ятників великих форм, тут поступається місцем життєвості і реалізму. У деяких речах дрібної пластики частково зберігається вплив канонів, що зумовлено самим призначенням цієї скульптури — амулети, різні знаки значущості офіційних осіб тощо.
При виготовленні цих речей широко застосовувалися природні мінерали: глина, серпентин (один з різновидів азбесту), обсидіан, кремінь, різні види напівкоштовного каміння — нефрит, гірський кришталь, аметист, опал, а також матеріали органічного походження — мушлі, кістки тварин і риб.
З раннього класичного періоду поширюється традиція спорудження панелей з різьбленням перед дверима до палаців і храмів, також навколо платформ найголовніших будівель міста. Найвідомішими є панелі з мая з південних низин, зокрема з території сучасного Петена (Гватемала).

### Засоби обробки
Знаряддями праці служили різці, долота і свердла, виготовлені з твердих порід каменю. З їх допомогою стародавні маянські майстри різали, ліпили і свердлили свої вироби. Починаючи з X століття мая стали застосовувати різці з міді. Коли виникала необхідність в поліровці виробів, то в хід йшли кам'яний пил, пісок і вода. Дуже часто майстри розфарбовували свої вироби в різні кольори.

### Значення
Усе пластичне мистецтво мая керувалося не тільки практичними і естетичними принципами, але головним чином релігійними встановленнями. Про це свідчить тематика скульптури. Боги зображувалися символічно. Вони представили в скульптурі у вигляді людини, тварини, рослини.
Створення скульптур, їх освячення було цілим дійством і святом. Водночас скульптурні зображення богів і обожнених людей не були самі по собі ні ідолами, ні простими образами богів, але тимчасовими посудинами священної енергії, які, в силу цього, носили в собі небезпеку, і доторкатися до них можна було лише після попереднього ритуалу. З іншого боку, пластичні роботи мали також за мету показати народу владу богів і людей, в яких ці боги вмістили частину своєї сакральності і які тому могли правити іншими. Ці роботи були покликані показати велич уславлених родів, щоб гарантувати постійність їх влади.

## Монументальна скульптура

### Докласичний період
Монументальна скульптура мая невіддільна від архітектури: різні її форми були складовою частиною споруд чи невід'ємною приналежністю архітектурних комплексів.
На історичній території мая найраніші пам'ятники монументальної скульптури були виявлені в гірській її частини (в поселеннях Камінальхуйу і Чоколов), а також на тихоокеанському узбережжі Гватемали.
Скульптура мая в докласичний період, зокрема наприкінці його та переході до класичного періоду знаменувалася впливом ольмеків та мистецтва Ісапи. Багато скульптурних пам'яток цього періоду несуть у собі загальні риси месоамериканського мистецтва.
Для найранніших з виявлених нині пам'ятників скульптури класичного періоду властива певна спрощеність і ваговитість пропорцій. Фігури на цих скульптурах виконані в традиційній позиції: голова в профіль, тулуб в фас, ступні ніг поставлені одна за одною, мовби при ходьбі. Для скульптурних зображень раннього класичного періоду обов'язкові складні прикраси, закріплені ззаду на поясі, специфічні масивні підвіски, що свідчать про ольмекський вплив.
У III ст. до н. е. з'являються прикраси будівель та храмів у вигляді фризів. Про це свідчать знахідки археологічної пам'ятки Ель-Мірадор, де виявлено фрагмент фриза завдовжки 4 м і заввишки 3 м. На цьому фризі, датованому різними фахівцями 300—250 роками до н. е., зображені сцени, схожі на героїв епосу «Пополь-Вух».
Новим етапом у розвитку монументальної скульптури дослідники вважають появу рельєфів з фігурами, розташованими в фас. Вони відомі насамперед у Тікалі і Вашактуні з середини IV ст.

### Класичний період
Фактичний початок розвитку монументальної скульптури відбувається на початку класичного періоду. Поступово маянські майстри вдосконалюють свої вміння. В цілому зберігається загальномайський стиль, різні лише прийоми та засоби вираження майстерності.
Подальшим розвитком рельєфів став їх поступовий перехід до майже круглої скульптурі. Досягалося це двома шляхами: висування фігури з площини (Кіріґуа, Копан, Тонін); за рахунок ніші, яка вирубувалася навколо фігури (П'єдрас-Неграс). Найдосконалішим щаблем на шляху розвитку горельєфа до круглої скульптури є стінна панель з споруди О-13 у П'єдрас-Неграсі і чудовий фрагмент рельєфу, знайдений в тому ж місті. До повного свого розвитку, до справжньої круглої скульптури не дійшли.
У VI ст. розвиток монументальної скульптури було перервано якимись значними подіями в історії мая. Про їхню сутність дослідники натепер ще дискутують. Втім вже наприкінці VI ст. відбувається відродження монументальної скульптури. У VI — 1-й пол. VIII ст. спостерігається поява значних стильових відмінностей в пам'ятниках великої пластики окремих міст, що поступово призвело до оформлення місцевих художніх течій, або «шкіл». Кожен місцевий центр монументального мистецтва вже має свій власний чітко виражений стиль. Розквіт монументальної скульптури відбувається у 2-й пол. VIII ст.
Рельєфи з традиційною поставою фігур в цей період зберігаються, але у виконанні їх помічаються нові риси. З'являються профільні зображення тіл, але такі рельєфи співіснують з тими, де положення особи залишається колишнім. Ступні ніг тепер зазвичай повернені носками в різні боки, голова подається в профіль.
Більш правильними стають пропорції фігур, їх пози — більш природними. Робляться перші спроби передати рух, хоча статичні положення переважають. Більш складною стає композиція. Вперше поряд з центральною фігурою з'являються другорядні персонажі. Велика увага приділяється ретельному опрацюванню декоративних деталей (рельєф на одвірку 24 з будівлі 23 в Яшчилані). Нові риси набуває і другий вид рельєфів, що тяжіє до круглої скульптури. Поступово зникає звичайна скутість фігури. Водночас поступово збільшується вплив релігійних уявлень Мексиканської плоскогір'я на тематику скульптур у південній області мая — з'являються особи схожі на богів Шіпе-Тотека та Тескатліпоку.
Рельєф на багатьох пам'ятниках поєднується з горельєфом, що дозволяє ускладнити сюжет, зокрема звернутися до багатофігурних композицій. Широко передається рух, образи отримують яскраву індивідуальну характеристику і навіть драматичність. Остаточного оформлення і розвитку набувають місцеві скульптурні школи в Паленці, П'єдрас-Неграсі, Яшчилані, Тоніні, Копані, Кіріґуа та ін. Між ними відбувається жвавий обмін художніми ідеям. 1960 року науковцями було висловлено припущення щодо існування в класичний період груп скульпторів, які мандрували з одного міста мая до іншого. Втім дана гіпотеза ще достеменно не підтверджена.
На пізньому етапі класичного періоду спостерігається різкий занепад скульптурної майстерності. Знову з'являються зображення з важкими, непропорційними формами. Деградує сама техніка виконання: лінії рельєфу стають грубими і курсивними. Водночас спостерігається поступове проникнення в скульптуру мотивів іншого мистецтва. На думку дослідників, його принесли етнічні групи, що з'явилися разом з тольтеками. Є підстави також пов'язувати цей напрямок з деякими звичаями племені іца. Для цього мистецтва характерні фалічні мотиви. З'являються повністю об'ємні або майже об'ємні чоловічі фігури з гіпертрофовано підкресленими ознаками статі.
У декоративній скульптурі зберігаються більш високі художні традиції. Дуже виразні деталі зі стукко (Ушмаль), що зображують людські голови. Досить часто в скульптурі цього часу фігурують батальні сцени.

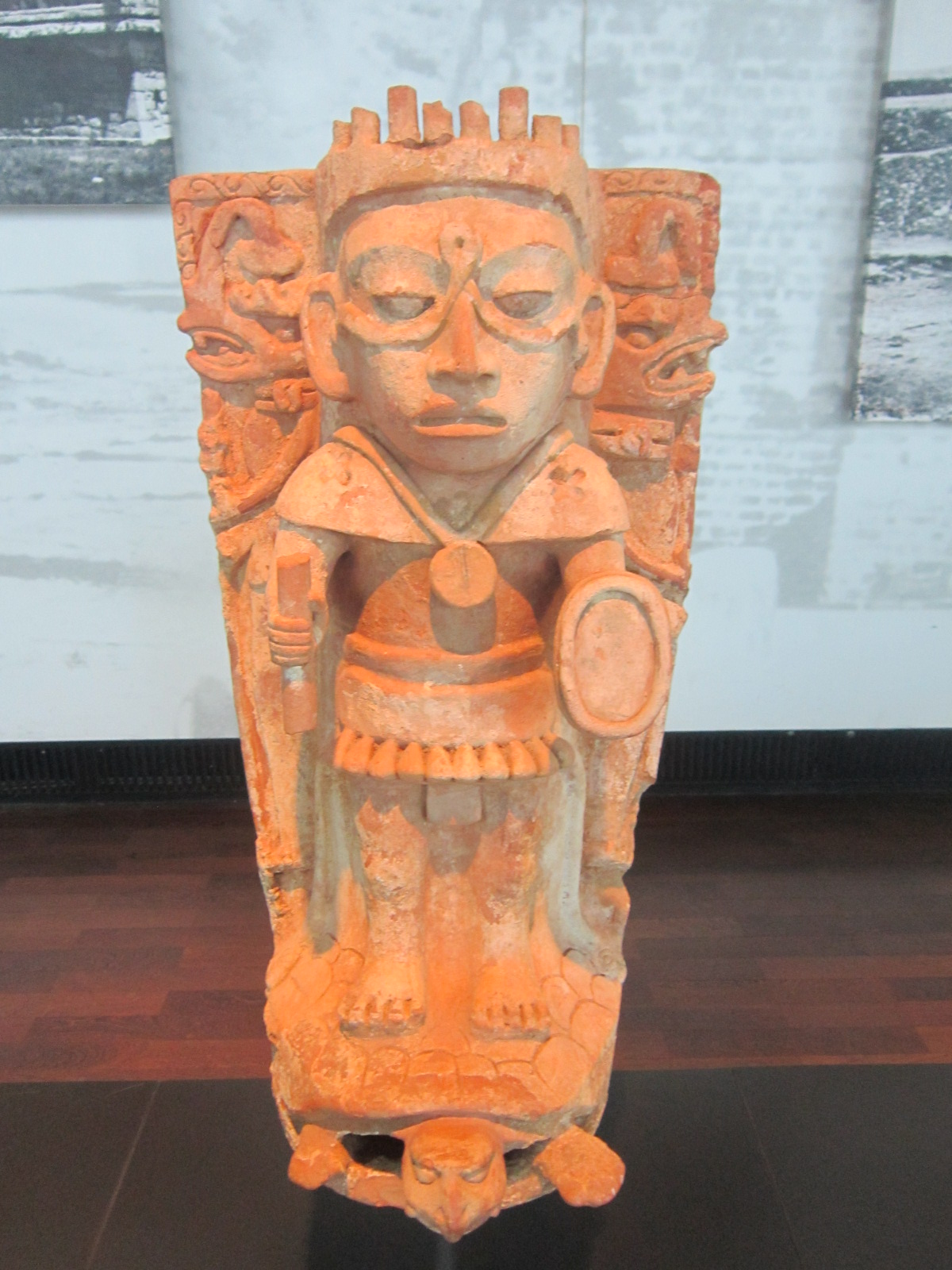
Бог Сонця на черепасі
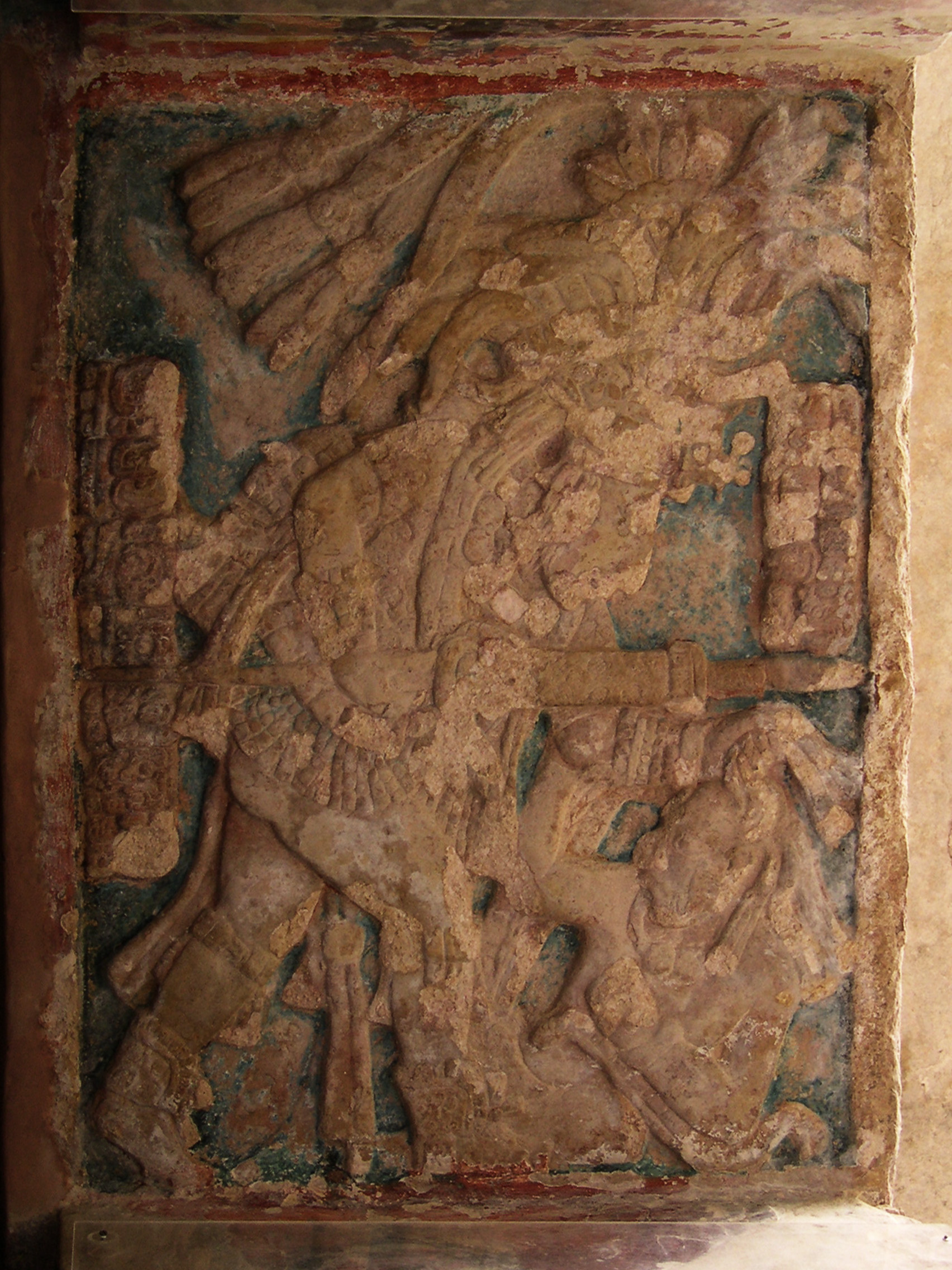
Панель. Бонампак

#### Стилі
Паленкська скульптурна школа у класичний період впроваджувала численні художні нововведення. Характерним прикладом може служити заміна «зміїної смуги» у руках правителя на скіпетр з карликом, ранні форми його засвідчені саме в Паленке. Основними пам'ятниками пластики є рельєфи зі стукко, що прикрашали зовнішні і внутрішні стіни будівель; покрівельні гребені з чудовою круглою скульптурою.
Природність, простота, благородство й чистота ліній, врівноваженість і гармонійність композицій — є основними властивостями творчості скульпторів Паленке. Персонажі на рельєфах слідують маянських ідеалів краси. Велика увага приділялася деталям, зокрема костюмів: сандалі, щитки на ногах, пишні головні убори з пір'я, одяг, прикрашений коштовним камінням і мушлями, намиста; ручні і ножні браслети зображуються скульптором з найбільшою ретельністю, яка доходить часом до педантизму. Зазвичай композицію оточує рамка або з ієрогліфів, або з майстерно згрупованих символічних елементів. Останні складають окремий ансамбль і тому не заважають сприйняттю реалістично переданих центральних фігур рельєфу.
Вплив школи Паленке відмічено дослідниками в містах Шупи, Ель-Ретіро, Тортугеро, Комалькалько, Балам-Кані, Ель-Чикосапоті, Бонампакі, Лаканху, Нокучиче і Чичен-Іці.
Школа П'єдрас-Неграс багато в чому близька роботам паленкських скульпторів. Відмінними рисами цієї школи є м'якість обрисів, вміле комбінування низького і високого рельєфу, гармонійність і врівноваженість композицій, монументальність задумів і їх виконання. Рухи зображених персонажів м'які і пластичні. Обличчя відрізняються життєвістю, правильністю рис. З усіх скульптурних шкіл мая скульптори П'єдрас-Неграс зробили найбільший крок до реалістичного мистецтва, типологічно близького до часів античності в Європі.
Скульптурна школа Яшчилана існувала порівняно недовго, про що свідчать збережені пам'ятки. Стиль її енергійний, але дещо брутальний. Фігури персонажів зазвичай масивні і приосадкуваті, з непропорційно великими головами. У центрі уваги скульпторів в пору розквіту міста перебували питання композиції: їх насамперед приваблювала завдання протиставлення центральних фігур, часто при складній композиційній побудові (рельєфи 24-26 на одвірках будівлі 23). Водночас перевершили інших майстрів у виготовлені придверних панелей.
Представники школи Копана найближче підійшли до вирішення такої нелегкої задачі як створенню круглої скульптури. Рельєф поступово перетворюється на горельєф, малюнок складних форм вже вільно розміщується в просторі, значно підвищується художній рівень творів. Нова техніка, що здобула тут розвиток, поступово поширюється в північному напрямку, у центральний район мая. Для копанської школи є типовими порівняно невисокі важкі стели, на передній стороні яких висічені в техніці високого рельєфу фігури володарів. Групові композиції на столах Копана ніколи не зустрічаються. Вважається, що звідси пішов звичай спорудження парних стел замість зображення чоловічої та жіночої фігури на одній стелі. Також досягли великого рівня майстерності у виготовленні багатофігурних панелей. Серед відома панель з кришки саркофага царя Пакаля Великого.
Для школи Кіріґуа властиво зображення танцюючих фігур — мотив, що став загальним для пластики держав мая на території сучасного Петена (Гватемала). Стели Кіріґуа вищі і стрункіші, ніж в будь-якому іншому місті мая, рельєф на них відрізняється більшою площинністю в порівнянні зі стелами Копана і Тоніни.

### Післякласичний період
У післякласичний період, особливо в часи тольтекської експансії (X—XII ст.) з'являються нові теми в скульптурі: різко збільшується кількість зображених на пам'ятниках військових сцен, все частіше замість колишньої релігійно-календарної символіки або уславлення давнини і знатності роду правителя з'являється символіка війни. Так, на скульптурних пам'ятниках Чичен-Іци присутні вояки в повному спорядженні, зі списами і дротиками в руках — вони стоять у величних позах на рельєфах пілястр Храму вояків або йдуть урочистим строєм до статуї божества на барельєфі в Храмі ягуарів. У пізніших пам'ятках Маяпану статичність поз і грубість виконання для творів монументальної скульптури вже стають нормою.
У цей час поширюється стиль Пуук (міста Ецна, Ушмаль, Кабах, Сайїль, Лабна, Шлабпак, Чичен-Іца). Його найбільш характеризує архітектурна скульптура. Скульптори, що проживають в містах цього району, вкривали різьбленням колони, опорні стовпи, косяки і одвірки. Переважно це були барельєфи, тематику яких складали композиції, що прославляли володарів. Особливих успіхів домоглися майстри пуукської скульптури в орнаментації фризів фасадів палаців, храмів, ритуальних будівель.
В об'ємній скульптурі нововведеннями є зображення зооморфних божеств та впровадження в практику спорудження тронів у формі тварин чи птахів. Для першого типу характерним є скульптура з Чичен-Іци, що являє собою людиноподібне божество в дуже складній позі. Воно лежить на землі з зігнутими і піднятими вгору колінами і піднятою на ліктях верхньою половиною тулуба; голова його повернена убік. На животі є кругле поглиблення, яке бог стискає обома руками, на думку вчених, воно служило для жертвоприношень або кадильництва.
Прикладом іншого — є трон ягуара (відомий як циновка ягуара). Його висічено з монолітного вапнякового блоку у вигляді ягуара з поверненою вбік головою, вискаленою пащею і злегка притиснутими вухами, який стоїть в напруженій позі. Сплощена спина тварини утворює сидіння.
Сильний вплив мала тольтекська культура на мотиви орнаменту, інші елементи і деталі, які стали застосовувати при створенні скульптурних творів маянськими скульпторами. У цей час на основі і платформах будівель стали з'являтися зображення пернатих змій.

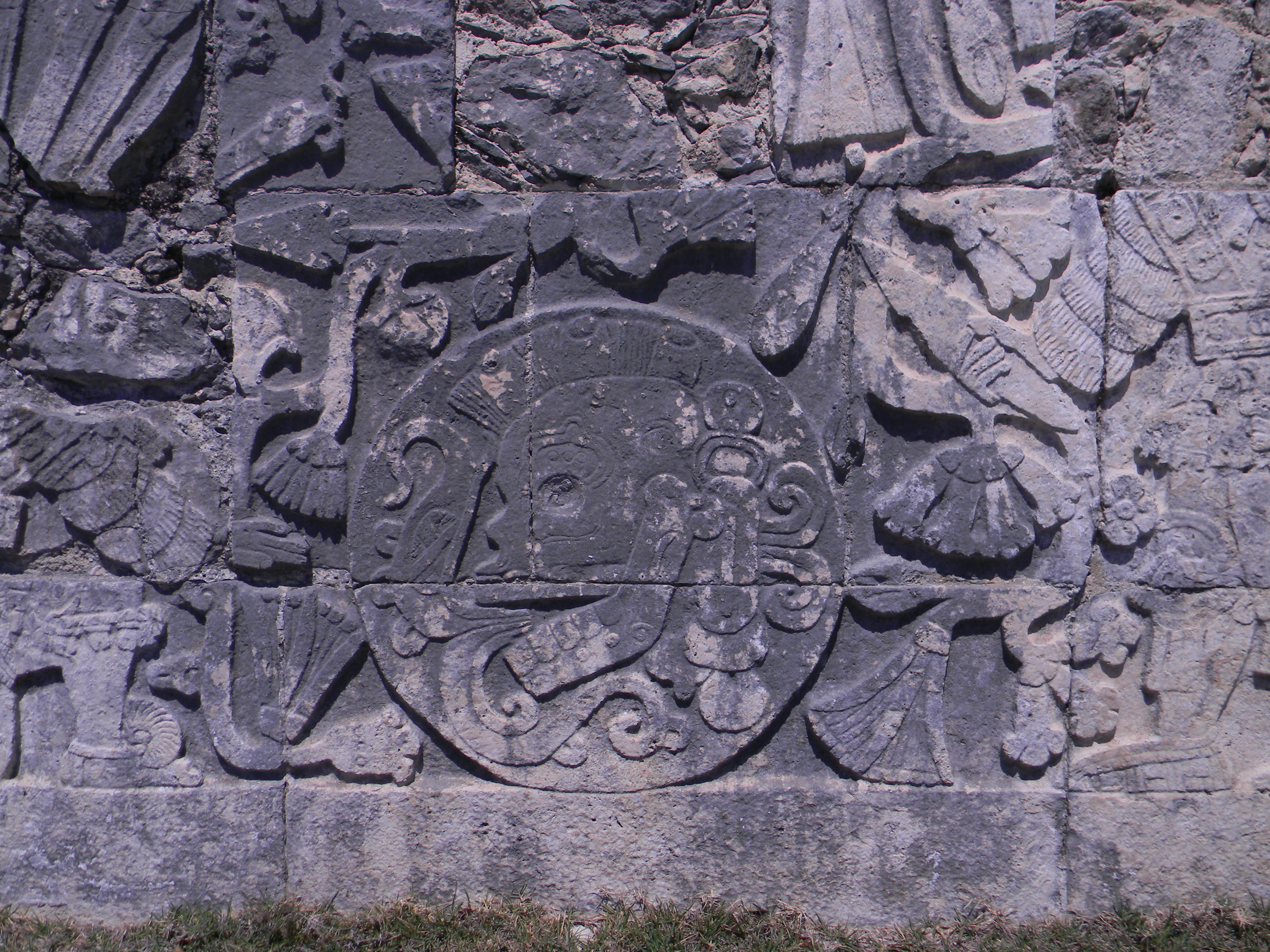
Рельєф. Чичен-Іца

### Стели
Являють собою предмет мистецтва і водночас важливе джерело з політичного, економічного і соціального життя стародавніх мая. Цей вид скульптури зазнав впливу ольмеків та теотіуаканців.
Стели представляються собою своєрідний осередок мистецтва, історії, писемності і календаря, що є абсолютно унікальним і самостійним культурним явищем. Дотепер воно повністю не розкрито.
Історія зведення стел у мая охоплює період від V ст. до н.е до часів появи іспанських конкістадорів. Розміри стели класичного періоду дуже значні: висота понад 3 м до 10,6 м, ширина — 1-2 м, товщина — 20-60 см; вага від 4 до 65 тонн. У переважній більшості випадків різьблені столи зустрічаються групами по кілька штук, переважно біля основи монументальних кам'яних будівель — найчастіше біля храмів, в дуже рідкісних випадках біля палаців (у підніжжя головних сходів, на нижніх уступах піраміди).
Як матеріал застосовували жовтуватий вапняк, базальт, вулканічний туф, червоний пісковик, сланці. Особливо цінувався туф і вапняк, оскільки їх було легше обробляти. При обробці каміння застосовувалися дерев'яні молотки, молотки з кременю та базальту, кам'яні зубила різного розміру. Перед початком роботи відбувалося фарбування у різні кольори. Часто застосовувався синій та білий, а також червоний, жовтий та чорний.

### Зооморфи
Цікавим видом скульптури є химерні зображення, зазвичай відомі в археології як «зооморфи». Це величезні валуни, яким додана форма якоїсь міфологічної істоти, щось між черепахою, жабою або кайманом. Традиція створення подібних скульптурних творів сходить до ольмекських релігійних уявлень.
Перші зооморфи мая з'являються у докласичний період — в VIII—IV ст. до н. е. Традиція була продовжена скульптора класичного періоду. В цей час центрами виготовлення зооморфів стають Копан і Кіріґуа.
Верх і бічні поверхні цих монолітів вкриті рельєфами і написами, іноді в розкритій пащі помітно обличчя або постать людини. Призначення таких незвичайних пам'яток вважатися ще повністю не з'ясованим. За однією з гіпотез вони являли собою особливий різновид стел або були їх замінником (не випадково перед ними часто знаходять вівтарі), що споруджувалися або використовувалися в суворо визначених випадках. Так, в Кіріґуа вони споруджувалися в певні роки — 780, 785, 790, 795, на думку дослідників з культових або політичних міркувань.

### Наскельні рельєфи
Вони у мая не набули великого поширення. Зустрічаються лише в деяких поселеннях. З типових прикладів — рельєф в печері Лоль-туна, що зображає правителя (ранньокласичний період); величезний рельєф з переможною сценою в Тікалі і наскельний рельєф у Калакмулі. Всі вони супроводжуються ієрогліфічними текстами.

### Дерев'яна монументальна скульптура
Здебільшого вона передувала кам'яній монументальній скульптурі. Збереглося дуже невелика кількість творів дерев'яної скульптури, але вона не поступається за своєю майстерності пам'ятників кам'яної пластики. Чудові за складністю композиції, тонкощі і старанності виконання рельєфи на одвірок з сапоте у великих храмах Тікаля. Більшість цих чудових робіт сильно постраждало, коли мисливці за старовиною виламували їх, щоб продати потім колекціонерам. Але все ж окремі екземпляри збереглися і прикрашають тепер музеї Лондона і Базеля. За тематикою збігалися з образами кам'яної скульптури.

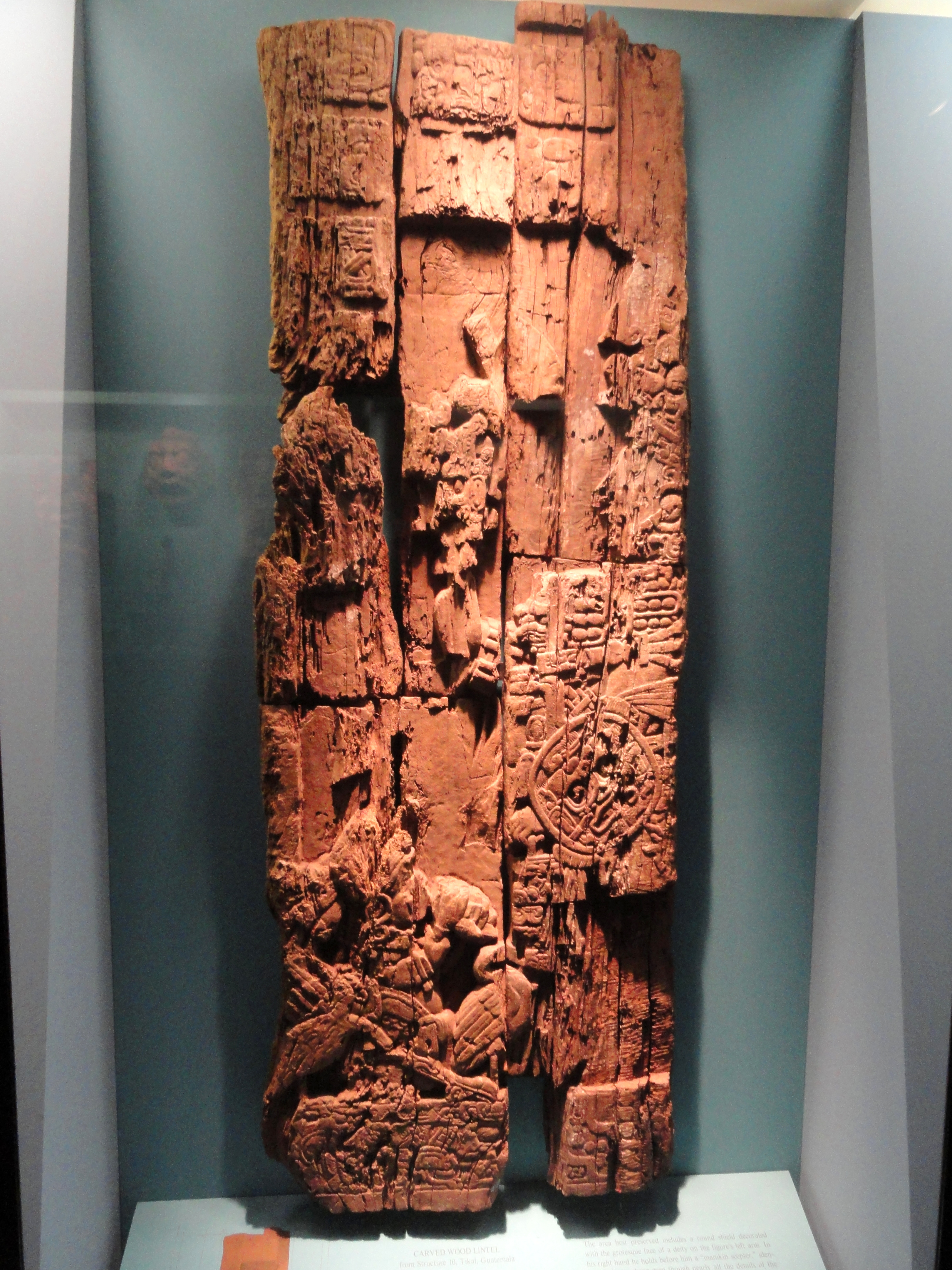
Дерев'яна панель. Тікаль
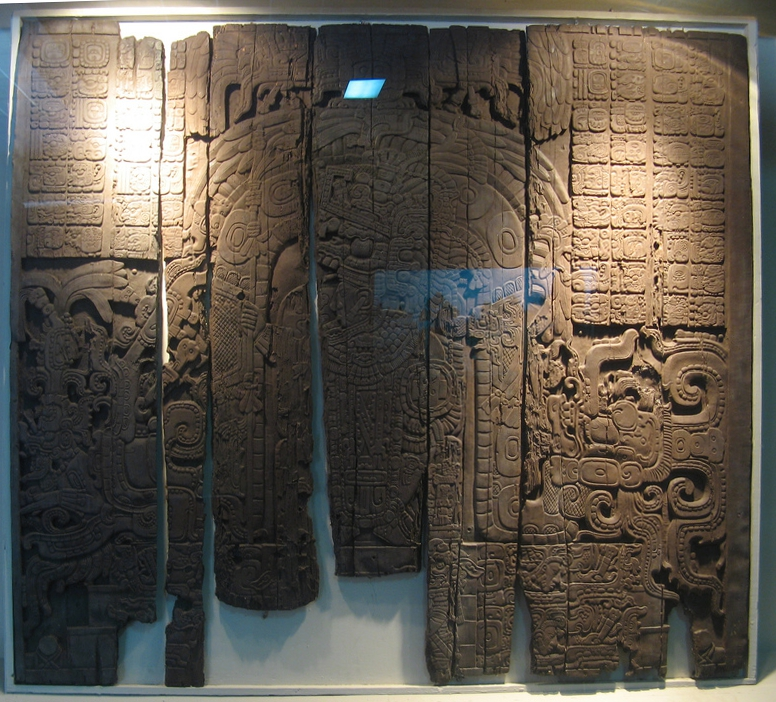
Панель

## Дрібна пластика
Локальні стильові відмінності, індивідуальність творчості майстрів зумовили виняткове різноманіття предметів, виготовлених маянськими скульпторами-мініатюристами. В ранній період становлення мистецтва дрібної пластики маянські майстри зазнали впливу ольмекської культури.
На ранньому і середньому етапах докласичного періоду (1500—300 роки до н. е.) Вони виготовляли фігурки з глини. Манера виконання була вельми грубою і примітивною. Призначення цих виробів було пов'язано з первинною фазою розвитку релігійних вірувань. Пояснення явищ природи в цей період часу носило у мая магічний характер. Більшість фігурок зображували жінку. Надалі у свідомості мая відбувається еволюція у зв'язку з процесом соціальних змін у житті суспільства й формуванням релігійних вірувань. Це знайшло відбиття в абсолютно звичайних на вигляд глиняних фігурках. При зображенні сил природи їх автор вже прагнув передати умовний образ божества, додати до нього будь-який атрибут символіки.
Продовжуючи традиції ольмеків мая полюбляли виготовляти зображення, зазвичай голови своїм правителів та різних божеств. Найуживанішим матеріалом для таким виробів був стукко. Розвиток отримала наприкінці докласичного періоду. У класичний період з цього матеріалу робили «маркери», позначки, на майданчиках-«стадіонах» для гри у м'яч. Водночас цей період ознаменувався розквітом «портретів» видатних мая з цього матеріалу.
З дерев'яної дрібної пластики відомо замало, оскільки значна частина була знищена під діям часу, природу, різних катаклізмів. Крім того, оскільки фігурки зображували богів, їх у великих кількостях знищували іспанські конкістадори та католицькі священики. Зі збережених робіт відомо, що піднесення мініатюри з дерева припав на середину класичного періоду.
Найпоширеніші теракотові людські фігурки, близькі за сюжетом і техніці виготовлення до ранньої дрібній пластиці докласичного періоду з долини Мехіко. Вони являли собою божества родючості і добрих геніїв. Багато з цих скульптур мають безперечну художню цінність (головки жіночих статуеток з Вашактуна і бородатого чоловіка з Камінальхуйу, статуетки оголених жінок з Сан-Аугустін-Акасагуастлана). У деяких з них руки і ноги, на думку дослідників, рухалися в давнину за допомогою мотузочок. Серед стародавніх пам'ятників дрібної пластики присутні невеликі (заввишки 32 см) кам'яні зображення грибів з Камінальхуйу. В основі їх високої ніжки висічено стилізоване людське обличчя або фігура тварини (ягуар, пісоте та ін.). Деякі з теракотових статуеток служили свистульками, брязкальцями. Центрами виготовлення теракотової пластики мая класичного періоду були о. Хайна, поселення нижньої течії Усумасіїти і долини р. Чишой. Більшість теракотових скульптур з цих центрів зображує жінок в живих, динамічних позах, гравців у м'яч, вояків зі щитами або прапорами в руках, сановників, танцюристів, тварини і птахи, які бачили митці. Наприкінці класичного періоду з'являється метод виготовлення мініатюрної скульптури за формою (на кшталт трафарету). Перші такі трафарети з'явилися у Лубаантуні.
Найранніші вироби з мушель виявлені в Тікалі. Вони являють собою підвіски у вигляді людських голів в профіль. Проте їх якість у докласичний період поступаються аналогічним витворам з каміння та теракоти.
Нефрит був улюбленим матеріалом у мая з глибокої давнини. Проте лише у середині 1960-х років вдалося виявити перші нефритові вироби мая, що належать до докласичного періоду. Це невелика маска зі вставними очима і зубами з перламутру і голова бородатого чоловіка, що носилася як підвіска. Ці знахідки археологи виявили в Тікалі. У класичний період широке поширення набувають різного виду нефритові таблички або дощечки з короткими ієрогліфічними текстами і рельєфним зображенням людських фігур, насамперед богів, героїв і володарів. Найдавнішим датованим пам'ятником цього виду є «лейденська табличка», знайдена в 1864 році біля м. Пуерто-Барріоса (Гватемала). Це невелика (заввишки близько 20 см) тоненька дощечка з блідо-зеленого нефриту, на лицьовій стороні якої зображений переможець, що стоїть ногами над супротивником, на зворотному боці вирізана дата 8.14.1.3.12. (320 рік).
З нефриту маянські різьбярі виготовляли також статуетки людей і тварин, мозаїчні посмертні маски, всілякі підвіски, намисто, губні і вушні вставки. Найдавнішим з таких пам'яток є нефритова статуетка чоловіка, який сидить на схрещених ногах, знайдена під сходами будівлі A-XVIII у Вашактуні. Зразком поховальної маски служить виконана з 200 шматочків нефриту маска (24X19 см), знайдена в саркофазі Храму написів (Паленке). Реалізм в передачі рис померлого тут досягає високого рівня.
Художня кераміка було характерним для маянського мистецтва. Вона представлена різноманітними за формою, вкритими розписом культовими посудинами. Разом з тим рідше зустрічаються фігурні посудини. Одним з найдавніших зразків є посудина у вигляді типової ольмекської голови, що належить до пізнього докласичного періоду. У класичний період широко поширені були посудини з багатим рельєфним і навіть горельєфним орнаментом. Серед них виділяються високі культові посудини з Паленке з горельєфними зображеннями особи бога сонця. На думку більшості вчених, вони слугували підставками для храмових курильниць. У більш пізній час близький тип курильниць з'являється в північно-східній Гватемалі.

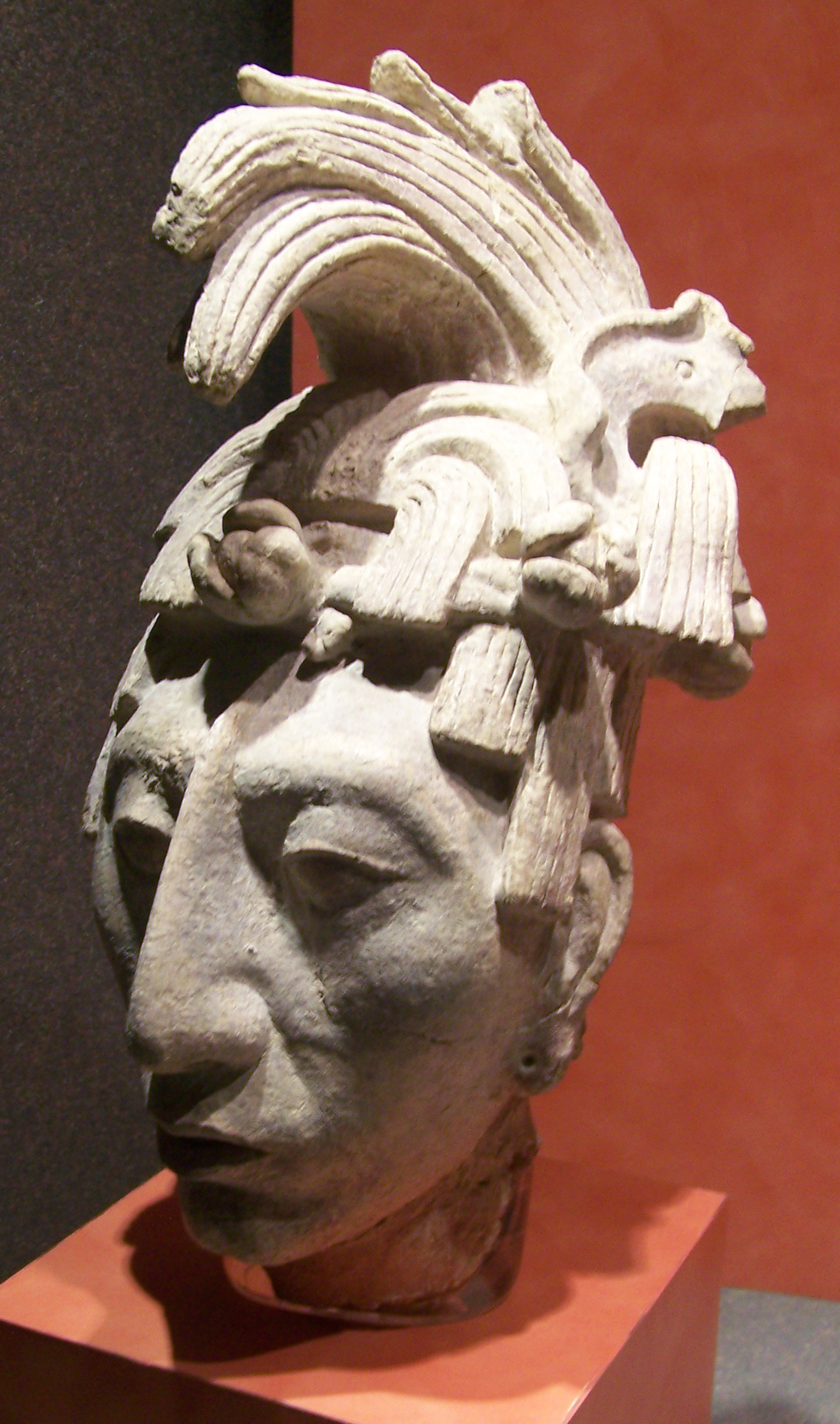
К'іріч-Янааб-Пакаль I
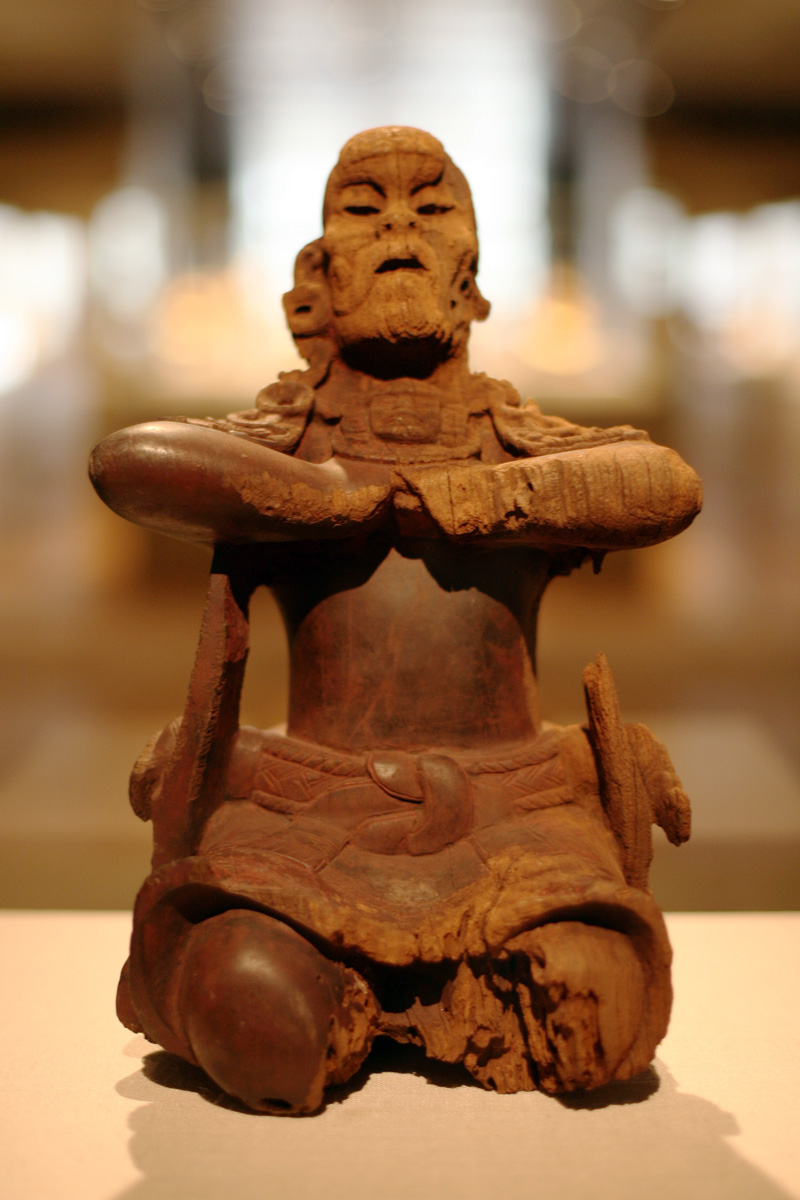
Дерев'яна фігурка
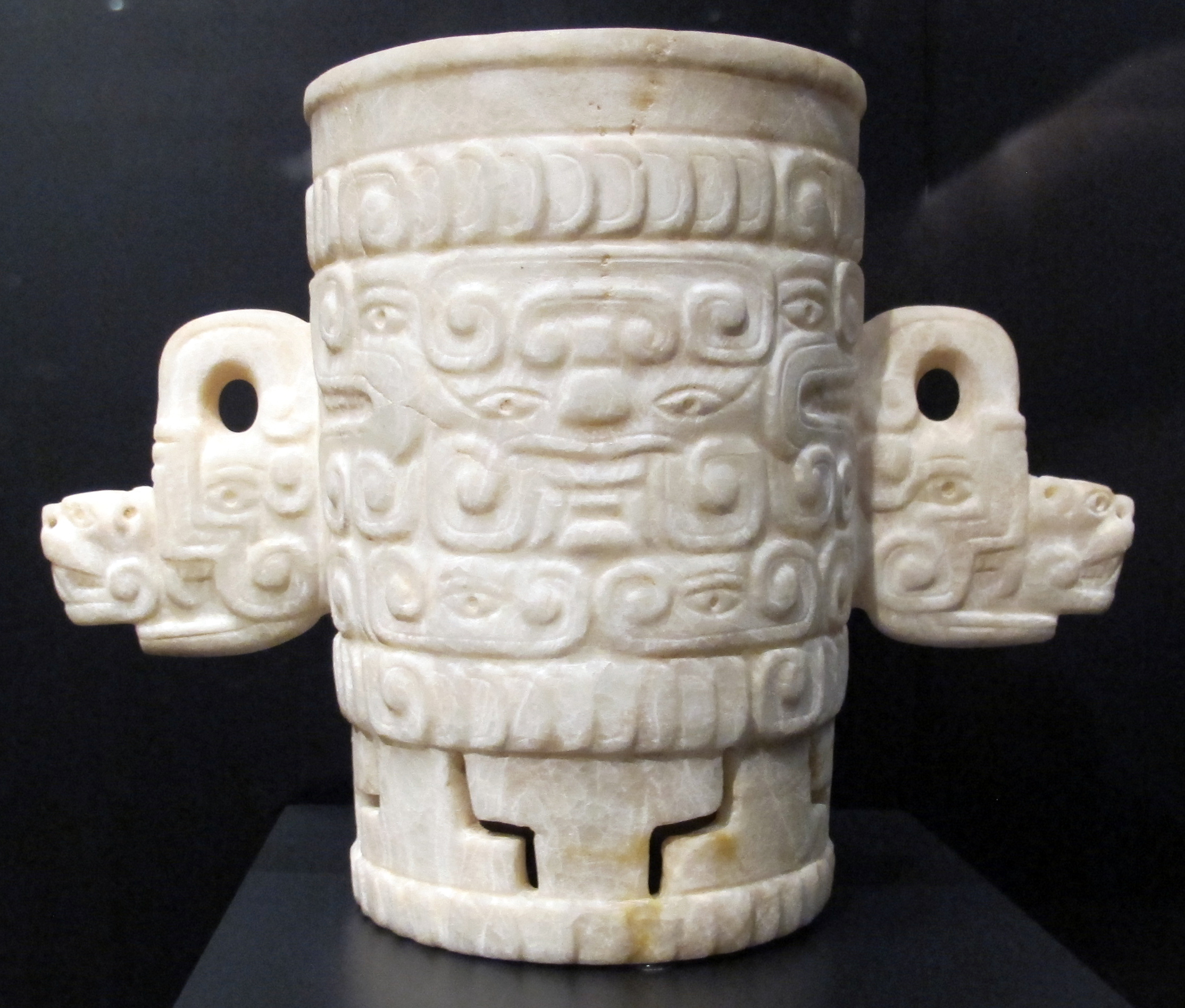
Ваза з алебастру
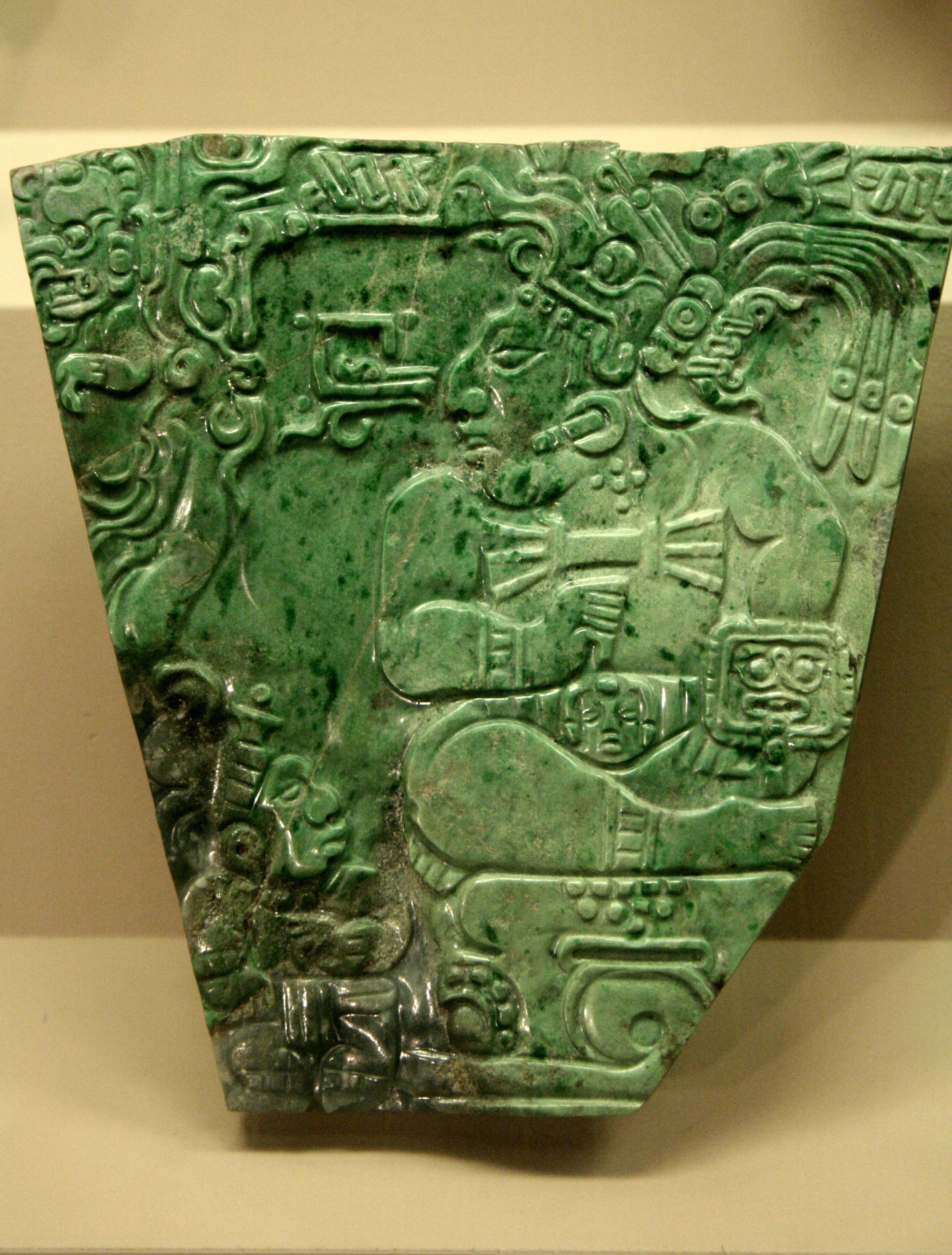
Почесний знак. Нефрит.